# San Mateo Etlatongo
San Mateo Etlatongo là một đô thị thuộc bang Oaxaca, México. Năm 2005, dân số của đô thị này là 1085 người.